# Jorge Aninat Serrano
Jorge Aninat Serrano; (Concepción, Chile, 6 de febrero de 1858 - Bruselas, Bélgica, 1912). Político liberal chileno. Hijo de Antonio Aninat Boissiere de Bourgustte y Francisca Serrano Vásquez. Contrajo matrimonio con Mercedes Echazarreta y Pérez Cotapos.

## Actividades profesionales
Viajó a Francia muy joven, donde recibió educación en el Liceo de Montpellier y en la Facultad de París, donde se recibió como Bachiller en Letras (1870). Realizó varios viajes de estudio por Alemania, Italia, España y Japón.
Regresó a Chile para atender los negocios de su padre tras fallecer, instalándose en Tomé (1880), puerto en que fundó y explotó la viña y bodega Tocornal, distribuyendo licores y vinos a las regiones salitreras. Esta empresa le proporcionó una fortuna que le permitió viajar constantemente a Europa.

## Actividades políticas
Integró el Partido Liberal, siendo elegido Diputado por Laja, Nacimiento y Mulchén (1888-1891 y 1891-1894), formando parte esta vez de la comisión permanente de Gobierno Interior. 
Fue director de la Compañía Molinera El Globo (1903) y director gerente del Banco de Concepción (1905-1910). 
Nombrado cónsul de Chile en Bélgica, donde falleció (1912).